# Aleksander Sobiszewski (ur. 1962)
Aleksander Ryszard Sobiszewski (ur. 9 listopada 1962 w Warszawie) – polski aktor (mim), reżyser i choreograf spektakli pantomimicznych, autor scenariuszy teatralnych i telewizyjnych.

## Życiorys
Pantomimy uczył się w zespole studenckim Studio Kineo przy warszawskim Staromiejskim Domu Kultury. Przez rok był w szkole cyrkowej w Julinku.
Od początku kariery aktorskiej był związany z Wrocławskim Teatrem Pantomimy Henryka Tomaszewskiego. Zadebiutował w 1984 jako Puk w „Śnie nocy letniej”. Zagrał też wiodące role Służącego w spektaklu „Cardenio i Celinda” oraz Błazna w sztuce „Król Siedmiodniowy”. Jego talent komiczny w pełni ujawnił się w 1996 r. w przedstawieniu „Kaprys” według Hauptmanna.
Na początku lat 90. był współtwórcą grupy Mader Faker Studio zajmującą się produkcją filmów krótkometrażowych, m.in. Git Planeta, Konkordiet, Gamba Mia, w których jednocześnie wystąpił jako aktor.
W 1997 roku zainicjował powstanie Sceny Alternatywnej przy Wrocławskim Teatrze Pantomimy. Wraz ze Sceną Taneczno-Ruchową „Walium” wystawił autorskie spektakle: „Czarna Babka” oraz „Parada Atrakcji, czyli umarli się nie myją”. Uważany był za jednego z najwybitniejszych uczniów Henryka Tomaszewskiego. Był jedynym mimem, któremu Tomaszewski pozwolił reżyserować autorskie spektakle.
W lipcu 2003 został nowym dyrektorem naczelnym i artystycznym Wrocławskiego Teatru Pantomimy. Stanowisko sprawował do maja 2009, kiedy to przeszedł na emeryturę.
Wraz z Januszem Sadzą, Igorem Nurczyńskim i Romanem Regą pomysłodawca serialu telewizyjnego Świat według Kiepskich. Związany z tym serialem od początku do 2019 roku, autor scenariuszy do wielu odcinków. Wystąpił także gościnnie w kilku odcinkach tego serialu. Jak sam przyznaje, Aleksander Sobiszewski był pierwowzorem serialowej postaci Ferdynanda Kiepskiego, z jego wypowiedzią jednak nie zgadza się Janusz Sadza, autor serialu i jego były współpracownik.
Jego żoną jest Katarzyna Sobiszewska (z domu Lewandowska), absolwentka szkoły baletowej, zawodowa tancerka, aktorka Wrocławskiego Teatru Pantomimy im. Henryka Tomaszewskiego, również  scenarzystka serialu Świat według Kiepskich.